# Per sempre (альбом Адріано Челентано)
«Per sempre» (укр. «Назавжди») — студійний альбом італійського співака та кіноактора Адріано Челентано, випущений 15 листопада 2002 року лейблом «Clan Celentano».

## Про альбом
15 листопада 2002 відбулася прем'єра диску «Per sempre», який став третьою спільною роботою Адріано Челентано з композитором Джанні Белла та піснярем Моголом. 15 грудня 2002 року на телепередачі «Uno di noi» на Rai 1, яку вів Джанні Моранді Челентано виконав пісню з альбому «Confessa».
Альбом являв собою вдале поєднання сучасної музики та пісенних традицій 1960-х років, в ньому представлені жанри поп, рок і електроніка. Диск, випущений в кількості 900.000 копій, посідав першу позицію в «Топ-100» найкращих альбомів Італії протягом 2002/03 років.
До композицій: «Confessa», «Mi fa male», «Per sempre» і «I passi che facciamo» знято відеокліпи.
Аранжування до альбому створив Фіо Дзанотті, також у записі взяв участь американський гітарист Майкл Томпсон. Було запрошено два відомих кантауторе — Пачіфіко з піснею «I passi che facciamo» і Франческо Гуччіні — пісня «Vite».
Також запрошений знаменитий американський джазовий піаніст, багаторазовий володар премії «Греммі» — Чик Коріа, що зіграв у піснях «Mi fa male», «Per sempre» і останній — «Radio Chick», яку повністю віддано під джазову імпровізацію музиканта.
«Коли ми з Джанні Белла, Клаудією і Джанмарко говорили про можливість включити фортепіано в акомпанемент пісні „Per sempre“, нам прийшло в голову ім'я одного з найбільших піаністів у світі — Чик Коріа. Ми знали, що це майже нереально, оскільки до цих пір він ніколи не погоджувався грати з іншими, тими, хто не входив до його групи. Як же він все-таки погодився, нехай він вам краще сам розповість. Факт той, що ми тепер з ним друзі, я цим пишаюся» — Адріано Челентано 
Чотири пісні альбому випускалися як сингли: «Confessa», «Per sempre», «Più di un sogno» і «Mi fa male».

## Список композицій
| #     | Назва                                                | Автор                           | Тривалість |
| ----- | ---------------------------------------------------- | ------------------------------- | ---------- |
| 1.    | «Confessa» (Визнання)                                | Джанні Белла, Могол             | 5:10       |
| 2.    | «Mi fa male» (Мені боляче)                           | Джанні Белла, Могол             | 4:49       |
| 3.    | «Più di un sogno» (Більше за мрію)                   | Джанні Белла, Могол             | 5:21       |
| 4.    | «Per sempre» (Назавжди)                              | Джанні Белла, Стефано П'єроні   | 5:13       |
| 5.    | «Una luce intermittente» (Переривчасте світло)       | Джанні Белла, Могол             | 4:42       |
| 6.    | «Respiri di vita» (Подих життя)                      | Джанні Белла, Могол             | 4:13       |
| 7.    | «Dimenticare e ricominciare» (Забути та знов почати) | Джанні Белла, Могол             | 3:45       |
| 8.    | «Vite» (Життя)                                       | Франческо Гуччіні               | 4:38       |
| 9.    | «Pensieri nascosti» (Таємні думки)                   | Джанні Белла, Могол             | 4:27       |
| 10.   | «I passi che facciamo» (Кроки, що ми робимо)         | Джино Де Крешенцо, Філіппе Леон | 5:37       |
| 11.   | «Per vivere» (Щоб жити)                              | Адріано Челентано, Могол        | 5:57       |
| 12.   | «Radio Chick (Радіо Чік)»                            | Джанні Белла, Могол             | 3:22       |
| 57:20 |                                                      |                                 |            |

## Комплектація
Альбом випускався у п'яти комплектаціях: самостійний CD, SACD, CD-діджіпак, LP і CD+DVD-Video.

Загальна тривалість DVD — 23 хвилини і 18 секунд, воно містило:
1. Відеокліп пісні «Confessa»;
2. Інтерв'ю;
3. Виконання пісні «Ready Teddy» (виступ Челентано 1994 року в Монако);
4. Тексти всіх пісень альбому.

## Учасники запису
- Джанні Белла — композитор
- П'єтро Беніні — технік звукозапису
- Андреа Браїдо — теорба
- Адріано Челентано — художній керівник, продюсер, композитор, вокал
- Боб Четті — технік звукозапису
- Чезаре К'йодо — бас-гітара
- «Clan Celentano» — графічний дизайн, студія звукозапису
- Лука Коломбо — теорба
- Чик Коріа — фортепіано
- Мануела Кортезі — бек-вокал
- Росаріо ді Белла — комп'ютерне програмування
- Морено Феррара — бек-вокал
- Клаудіо Голінеллі — бас-гітара
- Альфредо Голіно — ударні
- Кармело Ісгро — бас-гітара
- Франко Лімідо — гармоніка
- Могол — композитор
- Клаудія Морі — координатор
- Рафаель Паділья — ударні
- Серхіо Паппалеттера — бек-вокал
- Антонелла Пепе — бек-вокал
- Піно Піскетолла — мікшування, технік звукозапису, програмування
- Клаудіо Поркареллі — фотографування
- Сільвіо Поццолі — бек-вокал
- Саверіо Прінчіпіні — технік звукозапису
- Джорджо Секко — гітара
- Ренато Серіо — архівування
- Майкл Томпсон — гітара
- Фіо Дзанотті — аранжування

## Видання

### Альбом
| Назва                                            | Лейбл                                     | Маркування           | Країна | Рік      |
| ------------------------------------------------ | ----------------------------------------- | -------------------- | ------ | -------- |
| Per Sempre (LP, Pic)                             | Clan Celentano                            | CLN 20511            | Італія | 2002     |
| Per Sempre (Box, CLN + LP, Pic + CD, CD + DVD-V) | Clan Celentano, Clan Celentano            | CLN 2051 5, 509653 1 | Італія | 2002     |
| Per Sempre (CD)                                  | Clan Celentano                            | CLN 2051 2           | Італія | 2002     |
| Per Sempre (CD + DVD-V)                          | Clan Celentano                            | CLN 2051 5           | Італія | 2002     |
| Per Sempre (Cass)                                | Clan Celentano                            | CLN 2051 4           | Італія | 2002     |
| Per Sempre (Cass, Unofficial)                    | Global Music                              | GM-27376613          | Росія  | 2003     |
| Per Sempre (Cass, Unofficial)                    | не вказано                                | MC 472/03            | Росія  | 2003     |
| Per Sempre (SACD, Album, Dig)                    | Clan Celentano                            | CLN 20516            | Італія | 2003     |
| Per sempre (CD, Unofficial)                      | Clan Celentano                            | 2002-8-443           | Росія  | 2003     |
| Per Sempre (CD, RE)                              | Clan Celentano, Arnoldo Mondadori Editore | CLN 2080-CCC         | Італія | 2010     |
| Per Sempre (CD, RE)                              | Clan Celentano                            | CLN 2101             | Росія  | 2012     |
| Per Sempre (CD, RE)                              | Universal                                 | 3259130004793        | Європа | 2012     |
| Per Sempre (CD, RE)                              | Clan Celentano                            | CLN 2101             | Італія | 2012     |
| Per Sempre (CD, Unofficial)                      | Clan Celentano                            | не вказано           | Росія  | 2012     |
| Per Sempre (CD, Unofficial)                      | Clan Celentano                            | T1049                | Росія  | невідомо |
| Per Sempre (CD, Unofficial)                      | Halahup                                   | не вказано           | Росія  | невідомо |
| Per Sempre (CD, Unofficial)                      | Clan Celentano                            | CLN 2051 2           | Росія  | невідомо |

### Сингли
| Назва                       | Лейбл                          | Маркування                 | Країна | Рік  |
| --------------------------- | ------------------------------ | -------------------------- | ------ | ---- |
| Per Sempre (CD, Promo)      | Clan Celentano, Clan Celentano | CLN 4014 2, SAMPCS 12452 1 | Італія | 2002 |
| Confessa (CD, Promo)        | Clan Celentano, Clan Celentano | CLN 4013, SAMPCS 12315 1   | Італія | 2002 |
| Per Sempre (CD, Promo)      | Epic                           | 673424-2                   | Італія | 2002 |
| Più Di Un Sogno (CD, Promo) | Clan Celentano, Clan Celentano | CLN 4016 2, SAMPCS 12454 1 | Італія | 2002 |
| Mi Fa Male (CD, Promo)      | Clan Celentano, Clan Celentano | CLN 4018 2, SAMPCS 12456 1 | Італія | 2003 |